# Kaza (jednostka administracyjna)

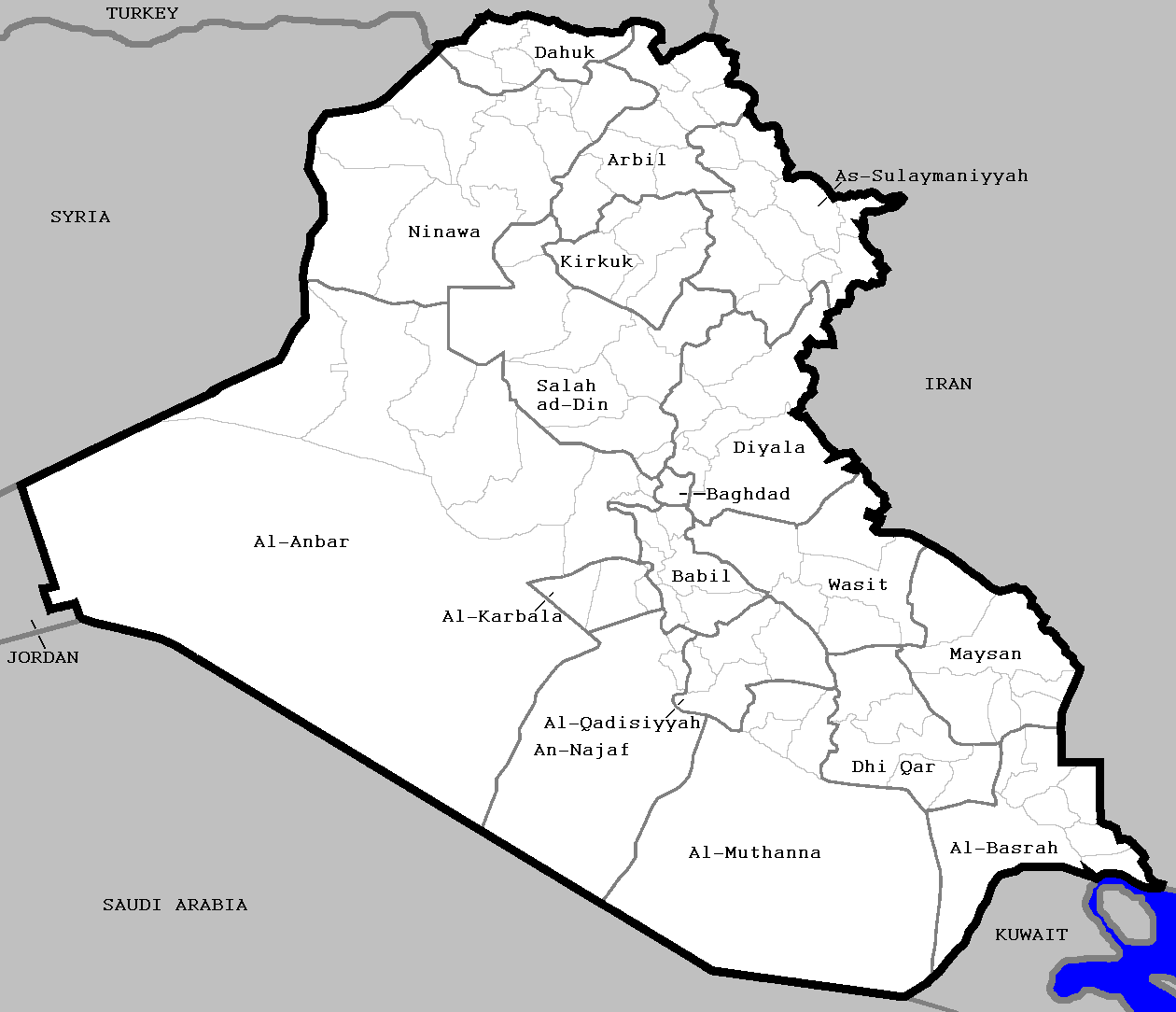
Dystrykty Iraku

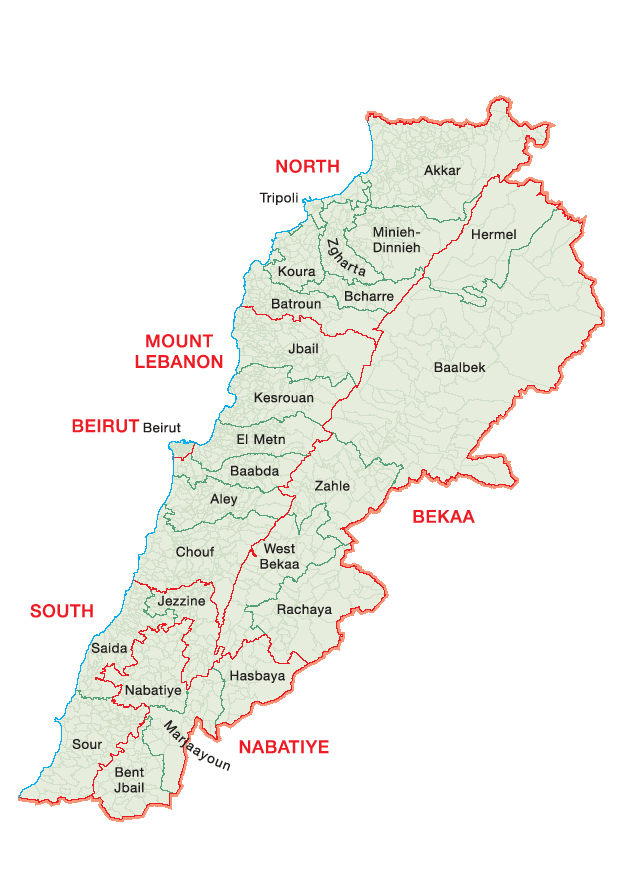
Dystrykty Libanu

Kaza (ar.: قضاء, wymowa [qɑˈd̪ˤɑːʔ], trl. qaḍāʾ, trb. kada, l.mnoga: أقضية, wymowa [ˈɑqd̪ˤijɑ], trl. aqḍiya, trb. akdija; osmańskoturecki: kazâ) – jednostka administracyjna dawnego Imperium Osmańskiego. Obecnie kaza jest jednostką podziału administracyjnego w kilku państwach, będących jego sukcesorami. Termin pochodzi z osmańskotureckiego i oznacza "jurysdykcję". Tłumaczy się go jako "dystrykt" (powiat), "subdystrykt" (obręb - choć odnosi się on również do nahiji) lub "okręg sądowy".

## Imperium Osmańskie
W Imperium Osmańskim kaza była początkowo "obszarem geograficznym, podlegającym prawnej i administracyjnej jurysdykcji kadıego. Wraz z początkiem Tanzimatu w 1839, obowiązki administracyjne kadich zostały przekazane gubernatorom (kajmakom), kadı pełnili zaś odtąd rolę sędziów prawa islamskiego. W okresie Tanzimatu, kaza stała się jednostką administracyjną za sprawą rozporządzenia o utworzeniu wilajetów z 1864 roku, które to było wdrażane w ciągu kolejnej dekady. Nowo utworzona kaza łączyła uprawnienia gubernatora (kajmaka) – wyznaczanego przez Ministerstwo Spraw Wewnętrznych, skarbnika oraz sędziego (kadı) w jedną jednostkę administracyjną. Zmiana ta była częścią wysiłków Wysokiej Porty podejmowanych w celu wprowadzenia jednolitej i racjonalnej administracji w całym imperium.
Kaza była częścią sandżaku, w przybliżeniu obejmując tereny miasta wraz z okolicznymi miejscowościami. Podzielona była na nahije (zarządzane przez müdürsów i mütesellimów) i karje (wsie, zarządzane przez muhtarów). Zmiany administracyjne z 1871 roku ustanowiły nahije (nadal zarządzane przez müdürów) jako poziom pośredni pomiędzy kazami i karjami.